# Druk Yoedzer
Druk Yoedzer — частная еженедельная газета в Бутане.
Газету основали Лобзанг Дорджи и Сонам Ринчен, она стала восьмой газетой в стране. Первый номер газеты вышел 19 февраля 2011 года. Druk Yoedzer выходит по субботам на дзонг-кэ. Формат газеты — 16 страниц, цена — 10 нгултрумов. Тираж — 2500 экземпляров, из них 545 выходят в Тхимпху.
В газете печатаются национальные новости, статьи о развлечениях, обычаях и религии, спорте и т. п.